# Ragne Wiklund
Ragne Wiklund, née le 9 mai 2000 à Oslo, est une patineuse de vitesse norvégienne. Elle a remporté notamment quatre médailles aux championnats du monde individuel de distance en 2021 et 2023.
Wiklund pratique également la course d'orientation, où elle a remporté une médaille de bronze aux Championnats du monde juniors de course d'orientation lors du relais 2018.

## Biographie
Wiklund fait ses débuts en coupe du monde de patinage de vitesse à Stavanger en novembre 2017 et prend la 19e place sur 1500 m aux championnats du monde simple distance en 2019 à Inzell. L'année suivante, elle se classe 17e sur 1500 m aux Championnats d'Europe à Heerenveen m. Au début de la saison 2020/21, elle devient championne de Norvège sur 3000 m et 5000 m à Hamar et sixième championnats d'Europe toutes épreuves à Heerenveen. En Coupe du monde, elle réalise ses premiers podiums en Coupe du monde avec deux troisièmes places dans la poursuite par équipe.
Elle remporte son premier titre sur l'épreuve du 1500 m aux championnats du monde simple distance de 2021 en réalisant un record personnel de 1 min 54,61 s.
Elle est sélectionnée pour participer aux Jeux olympiques de Pékin en 2022, se classant cinquième dans les épreuves de 3 000 m et 5 000 m et sixième dans la poursuite par équipe. Un mois plus tard, lors des championnats du monde toutes épreuves, elle termine au pied du podium tout étant deuxième sur le 3000m, troisième sur le 500m et 1500m mais seulement neuvième au 5000m.
En février 2023, elle est vice championne européenne toute épreuves derrière Antoinette de Jong ; lors des championnats du monde simple distance de 2023, elle s'impose dans les catégories de fond avec une médaille d'or sur 3 000 m et deux médailles d'argent sur 1 500 m et 5 000 m.

## Palmarès

### Jeux olympiques d'hiver
| Épreuve / Édition | 500 mètres | 1 000 mètres | 1 500 mètres | 3 000 mètres | 5 000 mètres | Départ groupé | Poursuite par équipes |
| JO 2022 Pékin     | —          | —            | 12e          | 5e           | 5e           | —             | 6e                    |

Légende :
- : première place, médaille d'or
- : deuxième place, médaille d'argent
- : troisième place, médaille de bronze
- : pas d'épreuve
- — : Non disputée par le patineur
- DSQ : disqualifiée

### Championnats du monde
| Épreuve / Édition                             | 500 mètres | 1 000 mètres | 1 500 mètres             | 3 000 mètres         | 5 000 mètres             | Mass start  | Poursuite par équipes | Vitesse par équipes |
| championnats du monde toutes épreuves Calgary | 17e        | NC           | 21e                      | 20e                  | DNS                      | total : 21e | total : 21e           | total : 21e         |
| simple distance 2019 Inzell                   | —          | —            | 15e                      | —                    | —                        | —           | —                     | —                   |
| simple distance 2021 Heerenveen               | —          | —            | Médaille d'or, monde     | 4e                   | 5e                       | —           | 4e                    | —                   |
| championnats du monde toutes épreuves Hamar   | 3e         | NC           | 3e                       | 2e                   | 9e                       | total : 4e  | total : 4e            | total : 4e          |
| simple distance 2023 Heerenveen               | —          | —            | Médaille d'argent, monde | Médaille d'or, monde | Médaille d'argent, monde | —           | 5e                    | —                   |